# دلتا³ سگ کوچک
دلتا³ سگ کوچک یک ستاره است که در صورت فلکی سگ کوچک قرار دارد.